# Batalla de la isla de Aix
La batalla de la isla de Aix (también llamada Incidente de los brulotes y batalla de las Rutas Vascas) fue una batalla naval librada entre británicos y franceses entre el 11 y 12 de abril de 1809 en la embocadura del río Charente, al sur de la isla de Aix Francia. Esta batalla se encuadra dentro de las operaciones militares de la Quinta Coalición.
En la noche del 11 de abril de 1809, el capitán Thomas Cochrane dirigió un ataque contra una poderosa escuadra de navíos franceses anclados entre las islas  de Oleron y Aix.

## Las fuerzas enfrentadas
Los británicos cuentan con 34 buques, de los que 11 son navíos de línea. El buque almirante es el HMS Caledonia, de 120 cañones. Los otros son barcos de tercera clase, tres de ellos de 74 cañones o de 80 cañones.
Alinean 7 fragatas, de 44 a 32 cañones. El HMS Mediator, de 32 cañones, se usa como transporte y jugará un papel importante en el combate. La fragata HMS Imperieuse es el barco de Lord Cochrane.
Disponen de otros 40 navíos de transporte, entre los que se encuentran aquellos que serían transformados en brûlots. También tienen tres «navires-machines infernales» (sic) preparados por el coronel Congrève.
Una goleta, la HMS Whiting, y dos cotres affrétés, Nimrod y King Georges, se equipan con rampas para los cohetes «Congrève».
Los franceses reúnen 11 navíos de línea y 4 fragatas. El buque almirante es el poderoso Océan de 118 cañones. Dos de 80 cañones, de la clase Tonnant, el Foudroyant y el Ville de Varsovie (mandado por el capitán de fragata Cuvillier) considerado, incluso por los británicos, como un magnífico navío. Siete navíos de 74 cañones (Aquilon, Cassard, Jemmapes, Patriote, Regulus, Tonnerre y Tourville), a los que se puede añadir el Calcutta, una presa británica, ex-Indiaman2, de 54 cañones. Se usa de transporte y lleva abundante equipamiento para las Antillas, como morteros, barriles de pólvora, harina, etc.
Las 4 fragatas son de 44 cañones: Elbe, Hortense, Indienne y Pallas.

## Resultado
Victoria de los británicos que hundieron una fragata y cuatro navíos franceses.